# 井上真弥
井上 真弥（いのうえ しんや、1982年3月6日 - ）は、日本の男子ビーチバレーボール選手。ペボニア・ボタニカ所属。

## 略歴
京都府出身。東山高等学校から大阪学院大学に進学。小3から始めたインドアのバレーボールを続けながら、大学4年時に出場したビーチバレーの全国大学選手権大会で優勝。卒業後、ビーチバレーに転向した。
長谷川徳海とペアを組み、2011年のビーチバレーJBVツアー年間王者となり、2012年のビーチバレージャパンでは優勝を果たした。